# Anthony Kiedis
Anthony Kiedis (Grand Rapids, 1 de novembro de 1962) é um cantor, compositor e músico americano. É o vocalista e fundador da banda Red Hot Chili Peppers, banda que fundou em 1983 junto a seus amigos Flea, Hillel Slovak e Jack Irons. Kiedis escreveu em 2004 sua autobiografia, Scar Tissue. No livro, Anthony escreve sobre sua difícil vida, compartilha abertamente sobre o vício das drogas e conta sua dificuldade para pará-lo. Além disso, fala sobre sua amizade duradoura com Flea, sua infância e o início, onde tudo começou, e quão complicado foi colocar a banda, Red Hot, no topo. Kiedis e seus companheiros de banda foram introduzidos no Hall da Fama do Rock and Roll em 2012.

## Biografia

### Primeiros anos
Anthony Kiedis nasceu em Grand Rapids, Michigan, nos Estados Unidos, no dia 1.º de novembro de 1962, tendo como pais John Kiedis (chamado de Blackie Dammet) e Margaret "Peggy" Noble. Tem ascendência indígena, lituana, alemã, irlandesa e francesa. Seus pais se divorciaram em 1965, quando ele tinha apenas 3 anos. Anthony possui duas meias-irmãs por parte de mãe, Julie e Jennifer, e um meio-irmão por parte de pai, James. Kiedis viveu em Grand Rapids com sua mãe até os 11 anos, quando então se mudou para Los Angeles, a fim de viver com o pai. Kiedis foi um rockeiro que levou a sério o lema "Sexo, drogas e Rock and Roll". Em sua juventude gostava de ouvir Sly & the Family Stone, Iggy Pop, Led Zeppelin, What Is This? (da qual os futuros membros de sua banda, Hillel Slovak e Jack Irons faziam parte) e Stevie Wonder – artistas que influenciariam a música dos Red Hot Chili Peppers. Desde cedo já demonstrava ser diferente dos outros, com notas altas na escola mas ao mesmo tempo sendo um filho ruim, como ele mesmo relata, de quem nenhum dos professores gostava. Aos 15 anos, enquanto estudava na Fairfax High School, ele conheceu os futuros colegas de banda: Michael Balzary (Flea), Hillel Slovak e Jack Irons. Em sua autobiografia, Scar Tissue, Kiedis fala sobre sua posição como "protetor" dentro das escolas, defendendo outras crianças que eram discriminadas pelos colegas. Quando ele viu Flea dando uma "gravata" em um de seus amigos ─ que, inclusive, era amigo dele também ─, Kiedis disse a ele para se afastar e não fazer aquilo novamente, ou iria se ver com ele. No entanto, após o mal-entendido, os dois sentaram-se lado a lado na aula teórica de direção, e acabaram tornando-se amigos inseparáveis. Juntos de Hillel, viviam sempre unidos na adolescência, andando pelas ruas da Califórnia. Segundo o que Kiedis relata em sua autobiografia, eles adoravam o rock, as garotas, surfar e ficar chapados. Os três experimentaram juntos quase tudo. Inclusive moraram juntos: após a saída de Kiedis de casa, passaram a morar na mesma casa por um breve período de tempo. Em sua biografia Kiedis diz: "em uma casa onde não havia porta da frente" o que, segundo ele, foram notar apenas alguns meses depois de estarem vivendo no local. 

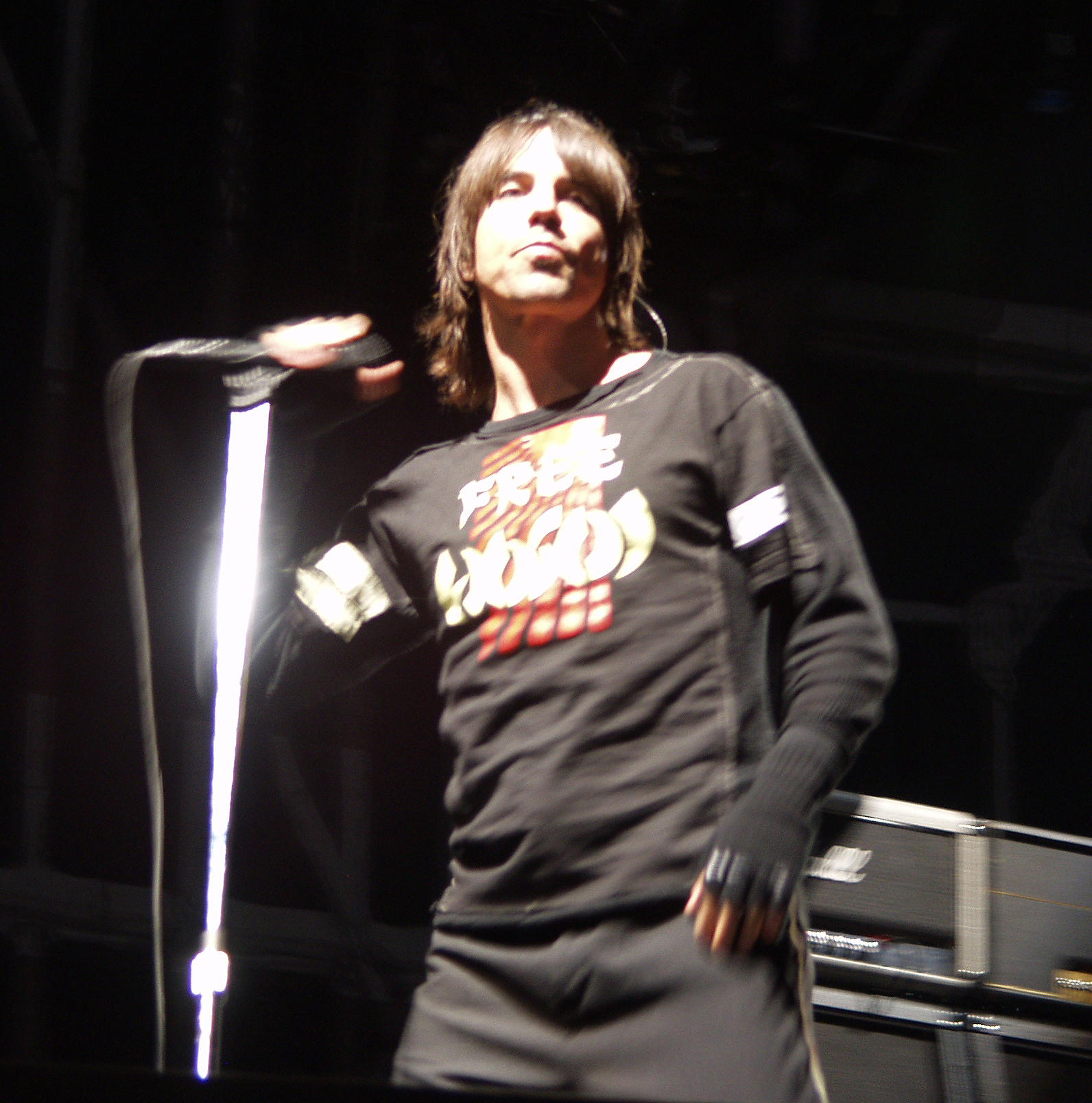
Kiedis com o Red Hot Chili Peppers em 2003.

### Red Hot Chili Peppers
Após o colégio, Kiedis foi estudar na UCLA. Anos depois, ele abandonou os estudos após perder o interesse, em parte pelo uso abusivo de drogas fortes como cocaína e heroína. Este ciclo de vício e sobriedade nos anos 1980 foi a base para muitas de suas letras. Depois de sair da UCLA, Kiedis teve a oportunidade de abrir o show da banda de um amigo seu, então juntou-se a Flea, Hillel Slovak e Jack Irons. Inicialmente, o grupo chamava-se Tony Flow and the Miraculous Majestic Masters of Mayhem, mas quando a banda foi convidada a se apresentar novamente no clube, acabaram mudando o nome para Red Hot Chili Peppers. Pouco tempo depois, Slovak e Irons deixaram os Chili Peppers para se dedicarem a outra banda, What Is This?, pois consideravam a Red Hot Chili Peppers uma banda paralela que não era viável à indústria musical. A formação original do grupo no primeiro CD, então, acabou sendo formada por Anthony Kiedis, Flea, Jack Sherman e Cliff Martinez. Após o álbum de estreia, The Red Hot Chili Peppers, Jack Sherman saiu, Hillel Slovak voltou e o álbum Freaky Styley foi gravado. Para o terceiro CD, Cliff Martinez se demitiu e então Jack Irons pôde voltar, fazendo com que os Peppers voltassem à sua formação original e gravassem o terceiro álbum da banda, The Uplift Mofo Party Plan. Infelizmente, em 1988, Hillel Slovak sofreu uma overdose de heroína e faleceu aos 26 anos. Logo depois, Jack Irons também deixou o grupo devido à morte de Hillel e os problemas que Kiedis vinha enfrentando com o mesmo problema que matou seu amigo. Jack alegou que não queria estar em uma banda onde seus amigos estavam morrendo. Desde então, os Chili Peppers passaram por pelo menos doze formações diferentes, realizaram a gravação de nove álbuns de estúdio e estão na estrada há 30 anos.
Antony Kiedis é o autor da maioria das músicas dos Chili Peppers. Em 1989, com o álbum Mother's Milk, John Frusciante e Flea passaram a fazer parte da composição das letras, mas Anthony deteve grande participação em todas elas. Algumas de suas ideias para as melodias, inclusive, foram tiradas enquanto ele ouvia seus amigos tocando improvisos. Kiedis disse, em 2006: "Às vezes encontro músicas… na grandeza do que eles estão fazendo". Seu estilo lírico se variou com o passar dos anos. Durante os primeiros anos da banda, Anthony escrevia bastante sobre sexo, drogas e a vida em Los Angeles. Conforme seus gostos musicais se expandiram e sua visão geral de tudo amadureceu, ele começou a escrever sobre espiritualidade, problemas da vida e perdas de amigos, incorporando um grande senso de realismo social e pensamentos em suas canções.
Seu estilo vocal inicial consistia em cantar raps porque era o único jeito que ele conseguia fazer com facilidade e manter sempre o mesmo ritmo. No álbum Mother's Milk (1989), Kiedis escreveu canções mais melódicas e um pouco fora do padrão funk. A primeira música na qual Anthony incorporou seu novo estilo foi Knock Me Down. A melodia foi, na verdade, moldada e reformulada por John Frusciante. Após entrar na banda, John passou a fazer parte de muitos back vocals com Anthony Kiedis. Blood Sugar Sex Magik, de 1991, ainda apresenta algumas canções onde Anthony canta rap com acordes de rock, mas ele apostou também em canções mais melódicas tais como Under the Bridge, Breaking the Girl, I Could Have Lied e também uma homenagem ao seu falecido amigo e colega de banda Hillel chamada My Lovely Man. Com o passar dos anos, Kiedis foi abandonando seu jeito de cantar como rapper e passou a cantar o seu estilo de música rock. Anthony teve muitos instrutores vocais, mas nenhum deles o ajudou a cantar "bem". Na verdade, ele não conseguia tomar controle total de sua voz até o álbum Californication, de 1999.
Anthony sempre foi a figura principal dos Chili Peppers, até que John Frusciante entrou para a banda e tornou-se conhecido por seu incrível talento como guitarrista. Embora os Peppers tenham enfrentado muitos problemas, Kiedis sempre lutou para manter a banda unida e não precisar trocar de membros muitas vezes. Ironicamente, ele mesmo chegou a ser expulso do grupo em 1986, mas foi aceito de volta no ano seguinte para a gravação do terceiro álbum, Uplift Mofo Party Plan.

### Dependência química
Kiedis batalhou sem descanso contra seu vício em drogas, que incluíam heroína e cocaína. Tudo começou quando ele era bem jovem. Seu pai era um traficante e também viciado, então Kiedis passava boa parte de seu tempo vendo seu pai preparar drogas para vendê-las, bem como os amigos dele que frequentavam sua casa (dentre eles, rockeiros famosos da época) e praticavam as mesmas atividades. Algumas de suas primeiras experiências com essas substâncias aconteceram dentro de seu próprio lar, através das drogas do pai. O primeiro cigarro de maconha que ele fumou foi dado pelo pai. Ele abusou das drogas durante muitos anos, até mesmo enquanto estava trabalhando em sua banda que, em suas várias formações, teve muitos usuários assim como ele. Anthony tentou livrar-se do vício após a morte prematura de seu melhor amigo, Hillel Slovak, devido à overdose de heroína, mas levaria algum tempo até que definitivamente parasse de usá-la. Chegou a dizer que nunca mais as usaria, e conseguiu ficar totalmente sóbrio por cinco anos, porém teve uma recaída em 1994 quando precisou ir ao dentista extrair um dente do siso. O dentista precisou aplicar novocaína, um não-narcótico, para a extração do dente. No entanto, o dente precisou ser serrado, e Kiedis se submeteu a uma dose injetável de Valium. Foi o ápice para fazê-lo voltar às drogas. Depois disso, ele ficou entrando e saindo de várias reabilitações por alguns anos, mas conseguiu livrar-se de uma vez novamente em 24 de dezembro de 2000. "É fácil ser um marginal", disse Kiedis na edição de março/2007 da revista Blender, "difícil é ser um dos melhores guitarristas do mundo, ou um dos melhores compositores".

## Outros projetos
Usando o nome artístico Cole Dammett (adaptado do nome artístico de seu pai, Blackie Dammett), Kiedis fez algumas pequenas participações na televisão e no cinema quando era adolescente, nos anos 1970. Sua filmografia inclui o filme F.I.S.T., com Sylvester Stallone. Retomando seu trabalho como ator nos anos 1990, Anthony apareceu no filme Caçadores de Emoção, de 1991, tendo como protagonistas Keanu Reeves e Patrick Swayze, e interpretando um surfista chamado Tony. Em 1994, ele e Flea fizeram uma breve participação no filme protagonizado por Charlie Sheen, Rotação Máxima.
Em 2004, Kiedis lançou sua autobiografia intitulada Scar Tissue, que ficou em 17ª posição na New York Times Bestseller List. Anthony também fez parte da organização do New American Music Union, um festival musical de verão que dura dois dias e foi marcado para agosto de 2008 em Pittsburgh, Pensilvânia. 
Em 2007, participou ao lado do companheiro de banda Flea do documentário Joe Strummer: The Future Is Unwritten, que fala sobre a vida e trajetória do vocalista e guitarrista Joe Strummer, da banda punk inglesa The Clash.
Séries televisivas
O canal pago HBO levará ao ar em breve uma série baseada na vida de Anthony Kiedis em Los Angeles, na época em que vivia com seu pai. Aparentemente, a ideia principal da série é "a vida de um jovem adolescente cujo pai é traficante de drogas, e a relação entre os dois". Provavelmente, a série terá o nome Spider and son.

## Vida pessoal
Sonny Bono, cantor, ator e político norte-americano, foi padrinho de Anthony Kiedis. Sonny, na altura marido e fazendo dupla com Cher, era um bom amigo na época do pai de Anthony, John Kiedis, que posteriormente mudou seu nome para seu nome artístico, Blackie Dammett. Sonny costumava levar Anthony em viagens de fim de semana e Cher foi mesmo como se fosse uma babá para Anthony.
Heather Christie, ex-namorada de Anthony, deu à luz o primeiro filho dele, Everly Bear, no dia 2 de outubro de 2007. De acordo com Kiedis, Everly foi assim chamado por causa de uma das bandas favoritas de Anthony, The Everly Brothers. Kiedis e Christie terminaram o relacionamento em junho de 2008. Além de Heather, também passaram pelo vasto currículo amoroso de Anthony Kiedis: Sinéad O'Connor, Heidi Klum, Nina Hagen, Laura Prepon, Yohanna Logan (cujo nome foi mudado para "Claire Essex" em edições posteriores de Scar Tissue), Jaime Rishar, Jennifer Bruce, Lola Corwin, Celesta Hogde, Carmen Hawk, Haya Handel, Helena Vertergaard e a modelo brasileira Wanessa Milhomem. Anthony possivelmente também teve relacionamentos casuais com Demi Moore e Mel C, das Spice Girls. Ele era vegetariano desde os anos 1980. Ele se tornou vegano em 2008, por causa do PETA: "Logo depois eu fui vegano, eu vi um documentário do que acontece na produção industrial de vacas… Isto selou o negócio (de ser vegano)". Deixou de ser vegano em 2016, após recomendação médica. Kiedis regularmente prática meditação vipassana e é um seguidor do Cabala, mas diz: "Eu não vou para seitas e denominações."
Kiedis é um antigo torcedor do Los Angeles Lakers junto com o amigo e baixista Flea.

## Homenagem
Em maio de 2009, Anthony Kiedis foi homenageado por sua sobriedade das drogas pela 5th Annual MusiCares MAP Fund Benefit Concert no dia 8 de maio de 2009 em Los Angeles, Califórnia. O evento homenageou Kiedis e levantou fundos para a recuperação de dependentes. Segundo Neil Portnow, Presidente da 'The Recording Academy® and MusiCares', "Anthony é um forte apoiante da luta contra as drogas e esta é uma oportunidade perfeita para reconhecer e homenagear o seu empenho."
Durante a celebração, o baterista Chad Smith, o baixista Flea e o vocalista Anthony Kiedis tocaram juntamente com Ron Wood e Ivan Neville dos Neville Brothers, também com Iggy Pop. Chad Smith disse que tocaram músicas covers dos Kinks, Yardbirds.

## Discografia
- The Red Hot Chili Peppers (1984)
- Freaky Styley (1985)
- The Uplift Mofo Party Plan (1987)
- The Abbey Road E.P. (1988)
- Mother's Milk (1989)
- Blood Sugar Sex Magik (1991)
- One Hot Minute (1995)
- Californication (1999)
- By the Way (2002)
- Stadium Arcadium (2006)
- I'm With You (2011)
- The Getaway (2016)
- Unlimited Love (2022)
- Return of the Dream Canteen (2022)